# Marcel Bouilloux-Lafont
Pour les articles homonymes, voir Lafont.
Marcel Bouilloux-Lafont (né à Angoulême le 9 avril 1871 et mort à Rio de Janeiro le 2 février 1944) est un banquier et homme d'affaires français.

## Biographie
En avril 1927, Marcel Bouilloux-Lafont rachète à Pierre-Georges Latécoère la ligne postale Toulouse-Saint-Louis du Sénégal et lui donne le nom de « Compagnie Générale Aéropostale », qui sera plus connue sous le nom d'Aéropostale.
En 1930, la Compagnie Générale Aéropostale exploite un réseau de 17 000 kilomètres, rassemblant 80 pilotes, 250 mécaniciens, 53 radios, 250 marins. Elle possède l'aéroport de Toulouse-Montaudran ainsi que 218 avions, 21 hydravions et 8 navires.
Le bilan est déposé le 28 mars 1931. Une cabale politico-financière suit, transformée en un énorme scandale attisé par les ennemis des Bouilloux-Lafont qui désiraient leur élimination de la scène aéronautique. Il est emprisonné pendant trois mois pour usage de faux, puis bénéficie de quatre non-lieux.
Il meurt le 2 février 1944, totalement ruiné.
Il passe son brevet de pilote (formé par Jean Mermoz) et a contribué fortement à la légende de l'Aéropostale.
Il fut maire d'Étampes de mai 1912 à mai 1929, poussant de la sorte au développement des activités aéronautiques de cette commune, ainsi qu'à l'implantation de la base aérienne 251 Étampes-Mondésir.
Il fut aussi conseiller général de Seine-et-Oise, élu du canton d'Étampes de 1913 à 1931.

## Sources
- Guillemette Bure, Les secrets de l'Aéropostale, éd. Privat, 2006
- Robert Malleville, Michel Hébert, L'ange de la Cordillère, éditions Roussel-ACN